# Eanswith

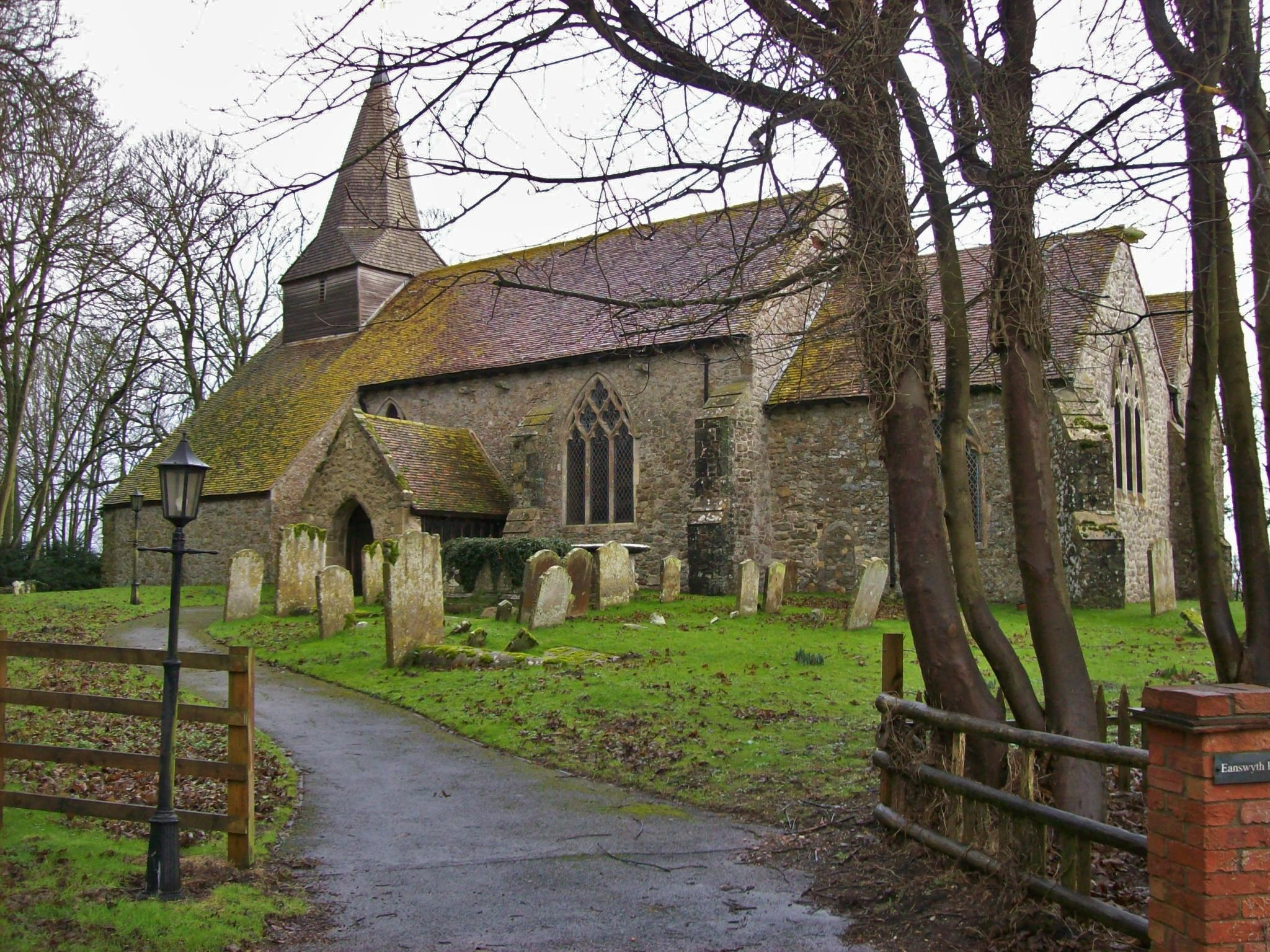
Entre les esglésies dedicades a la santa hi ha l'antic priorat de Folkestone, l'Església de Brenzett a Kent i l'Església d'Altona a Victoria

Eanswith (Kent, Anglaterra, 614 - Folkestone, 640) va ser una princesa saxona venerada com a santa per l'església catòlica.
El 630, Eanswith va fundar el priorat benedictí de Folkestone, el primer monestir d'Anglaterra. Va rebre el suport del seu pare, Eadbald, que va ser rei de Kent entre 616 i 640 dC.
Mentre el monestir estava en construcció, un príncep pagà va arribar a Kent per a casar-se amb Eanswythe. El rei Eadbald de Kent va recordar-li a la seva filla que la germana del rei, santa Ethelburga, s'havia casat feia dos o tres anys amb el rei pagà Edwin, i que gràcies a això Edwin de Northúmbria s'havia convertit. Però Eanswythe s'hi va negar en rodó.
Al voltant del 630 es va completar l'edifici del monestir. Va ser el primer monestir femení que es va fundar a Anglaterra. Santa Eanswith hi va viure amb les seves companyes de vida monàstica en una comunitat que podria haver estat guiada per alguns monjos romans que havien vingut a Anglaterra amb sant Agustí el 597. Va romandre a l'abadia fins a la seva mort i després va ser canonitzada per l'església catòlica.
Al voltant 630, l'edifici del monestir va ser completat. Això era les primeres dones monestir per ser fundat dins Anglaterra. St. Eanswythe Viscut allà amb els seus companys en el monastic vida, i poden haver-hi estat guiats per alguns dels monjos Romans que havien vingut a Anglaterra amb St. Augustine Dins 597. Va quedar a l'abadia fins a la seva mort i era més tardà canonized per l'Església catòlica.
El primer monestir va ser abandonat al segle x, i el mar el va començar a erosionar, un problema que també va afligir una nova fundació de 1095. Per això van acceptar uns terrenys més interiors, cedits per William d'Abrincis el 1137, per a fer el Priorat Folkestone, amb una església dedicada a santa Maria i santa Eanswith. El dia de santa Eanswith és el 12 de setembre. Tradicionalment, aquesta és la data en què les seves restes es van portar a la nova església l'any 1138. El priorat es va tancar amb la Reforma, i l'església es va convertir en l'església parroquial de Folkestone. Durant les obres de restauració de l'església el 1885, es van descobrir restes humanes en un reliquiari de plom, incrustat al mur de l'església, que es va identificar com un vaixell del segle xii i els ossos d'una jove. Això va portar a la conclusió que podrien ser les relíquies de santa Eanswith, amagades per la Reforma. Eanswith es retrata a vegades amb un peix, juntament amb els elements de l'abadessa, la corona i un llibre. Aquest sembla un atribut recent, des de la connexió del port pesquer de Folkestone.